# Ctenus periculosus
Ctenus periculosus là một loài nhện trong họ Ctenidae.
Loài này thuộc chi Ctenus. Ctenus periculosus được William Syer Bristowe miêu tả năm 1931.